# 史萬譜帶
史萬譜帶是碳星、彗星和燃燒碳氫化合物燃料的光譜特徵。它們是以蘇格蘭物理學家威廉·史萬 (物理學家)命名，因為他於1856年首次研究分析了自由基的雙原子碳（C2）光譜。
史萬譜帶散佈在整個可見光譜中，由幾組可見光的譜帶組成。